# Баринцы
 Баринцы  — деревня в Кирово-Чепецком районе Кировской области в составе Просницкого сельского поселения.

## География
Расположена на расстоянии примерно 5 км на юг-юго-запад от административного центра поселения станции Просница.

## История
Известна с 1764 года как починок Лыковской с 19 жителями. В 1873 году здесь (тогда починок Лыковский или Баринцы) дворов 8 и жителей 28, в 1905 (Малые Баринцы) 10 и 46, в 1926 (Малые Баринцы или Лыковский) 10 и 42, в 1950 26 и 103, в 1989 не было учтено постоянных жителей. Ныне имеет дачный характер.

## Население
Постоянное население не было учтено как в 2002 году, так и в 2010.